# Said Husejinović
Pour les articles homonymes, voir Husejinović.
Said Husejinović, né le 13 mai 1988 à Zvornik, est un footballeur international bosniaque. Il évolue au poste de milieu de terrain au FK Sarajevo.

## Carrière

### En club
Said Husejinović est arrivé au Sloboda Tuzla en 2006. Au fil des deux années passées en Bosnie-Herzégovine, Husejinović est devenu un titulaire habituel, un bon buteur puis vers la fin de la saison le capitaine de l'équipe.
Le jeune international signe à l'aube de la saison 2008/09 un contrat de quatre ans avec le club allemand du Werder Brême, qualifié pour la prochaine Ligue des champions. La transaction est estimée à 1 M€. 

### Internationale
À ce jour, Said Husejinović totalise 3 sélections avec la Bosnie-Herzégovine.

### Palmarès
- Vainqueur du Championnat de Croatie : 2013, 2014 et 2016
- Finaliste de la Coupe de Bosnie-Herzégovine : 2008